# Горска съсънка
Горска съсънка (Anemone sylvestris), още известна като горско анемоне, е многогодишно растение, цъфтящо през пролетта, родом от ливади и сухи широколистни гори от Централна и Западна Европа. Защитен вид. Не се бере в природата. Купуват се семена от специализираните магазини.

## Наименования и етимология
Сред названията на цветето са:
- кокиче – като първия предвестник на пролетта, каквито са и кокичета
- пролетно анемоне – заради ранния си пролетен цъфтеж
- горско анемоне – заради разпространението си в дъбови гори, но това название по-често се отнася до европейския вид A. nemorosa или северноамериканския A. quinquefolia.
- лютиче – идва от факта, че съсънката е от семейство Лютикови
- Vesnuha – име, описано в книгата „Лечение с билки“ Zoska Veras
- Kuroslep – свързва се с токсичните ефекти на горска съсънка, водеща до слепота
- Kanapelka – заради формата на листата, подобни на марихуаната

## Описание
Видът е с размери 30 – 46 см. Цъфти през април-май с чисто бели, едри, уханни, чашковидни цветове, украсени с пръстен от видни златисти тичинки. Има стройни стъбла над буйна, фино нарязана, тъмнозелена листна маса.

## Разпространение
Основният ареал на горската съсънка са дъбовите гори. Расте по сухи каменисти места. Привлекателните му цветове са също повод за късане в природата. В някои държави е застрашен вид. В България се среща рядко, до 1500 м надм. височина. Видът е включен в Червения списък с категория „Почти застрашен“.

## Размножаване
Горската съсънка се разпространява бързо чрез разделяне на грудките, чрез ластуни (коренища) или семенца.
Лесно се отглежда в средна влажност, добре дренирани почви в частична сянка или пълна сянка. Вирее във влажни, песъчливи почви (по-малко в глинести почви). Устойчив на болести и вредители, неядлив за зайци и елени.

## Култивиране
Сред култивираните видове са:
- Anemone sylvestris 'Madonna' (Snowdrop Anemone)

## Лечебни свойства
Горска съсънка дължи лечебните си свойства на витамин С, сапонин, танини, смоли, органични киселини, алкалоиди и други вещества. Има противогъбично, успокоително, обезболяващо, отхрачващо и бактерицидно действие.
Поглъщането може да причини леко стомашно разстройство.

## Галерия
- Поле с горска съсънка
- Горска съсънка на туфа
- Цвят
- Устройство